# Рыбные продукты

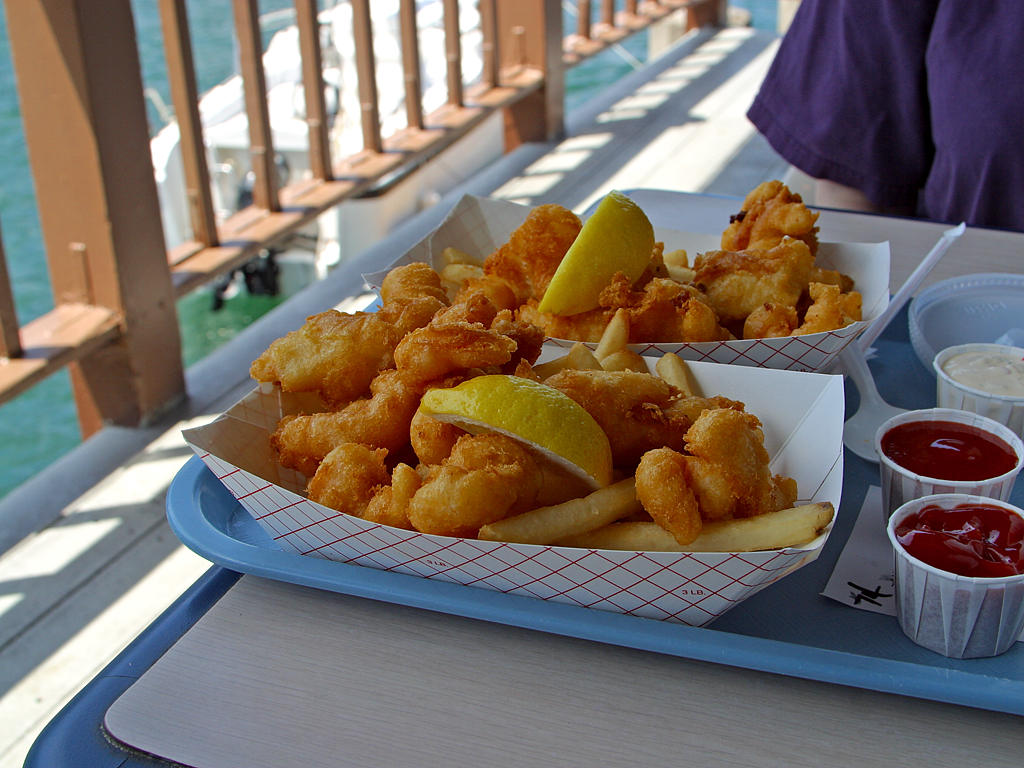
Рыба и картофель фри

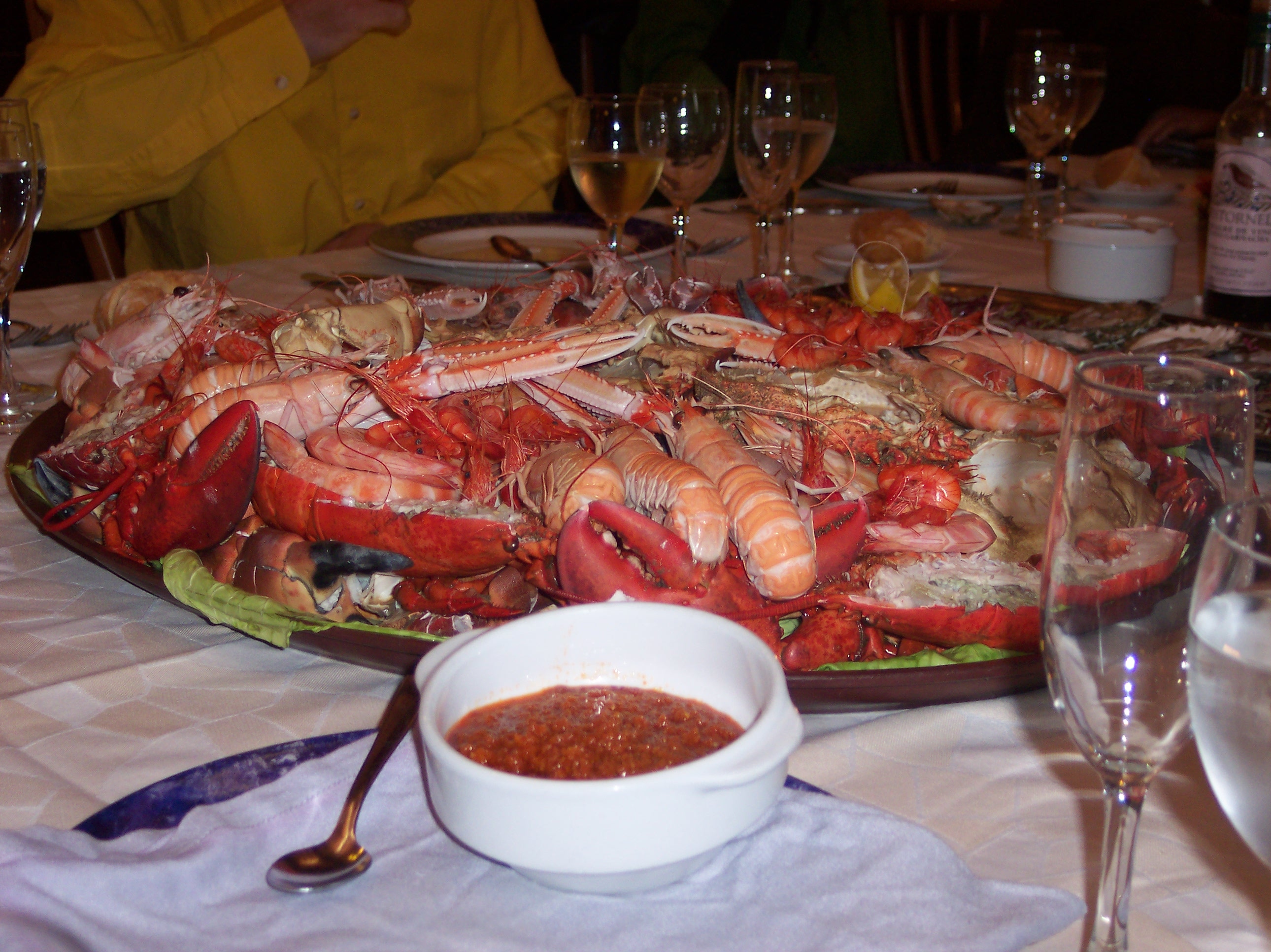
Ассорти из морепродуктов

Ры́бные проду́кты — продукты переработки объектов рыболовного промысла (рыбы, млекопитающих, беспозвоночных, водорослей). Пищевые рыбные продукты (рыба составляет около 90 %) потребляются в свежем (для сохранения обычно замораживаются), солёном, копчёном, сушёном, консервированном виде. Медицинские рыбные продукты (жиры, витаминные препараты) получают из печени тресковых и др. Кормовые и технические рыбные продукты — рыбная мука, клей, гуанин, жемчужный пат.

## Подтверждение соответствия качества продуктов
В России с 2017 года введен Технический регламент, согласно которому вся рыба и рыбная продукция (в том числе и замороженная) должна проходить процедуру сертификации. Схемы, этапы, перечень продукции и предъявляемые к ней требования содержатся в тексте документа ТР ЕАЭС 040/2016. Технический регламент Евразийского экономического союза О безопасности рыбы и рыбной продукции. Помимо этого, на рыбные продукты можно оформить и добровольный сертификат ГОСТ Р, если производитель хочет повысить уровень доверия потребителей.